# Gynoplistia evelynae
Gynoplistia evelynae là một loài ruồi trong họ Limoniidae. Chúng phân bố ở miền Australasia.